# 王巍 (科学家)
王巍（1966年10月9日—），男，陕西汉中人，中国導航、制導與控制專家，2013年当选中国科学院院士，國際宇航科學院通讯院士，研究员，博士生导师。现任中國航天科技集團公司第九研究院第十三研究所研究員、所长/230厂厂长、党委副书记。

## 生平
1966年10月9日出生於陝西省漢中市洋县。1984年毕业于洋县中学,1988年畢業於北京航空航天大學自動控制系，1991年獲該校碩士學位，1998年於中國運載火箭技術研究院獲博士學位。
2018年2月24日，当选为第十三届全国人大代表。

## 学术贡献
王巍長期從事光纖陀螺與慣性系統等新型慣性技術研究工作。提出光纖陀螺新技術體制，系統闡述了誤差機理及其抑制方法；在國內率先主持研製出宇航長壽命光纖陀螺組合併實現空間應用，提出光電一體小型化光纖陀螺慣性系統方案，解決了航天飛行器制導與控制相關的一系列關鍵技術難題；提出並實現了光纖電流、電壓互感器工程化技術方案。

## 奖项和荣誉
王巍曾獲國家技術發明獎二等獎2項、國家科技進步獎二等獎1項、何梁何利科技進步獎、中國專利金獎等。

## 社会兼职
王巍兼任中国惯性技术学会副理事长，中国计量测试学会副理事长，中国光学工程学会副理事长，《宇航学报》、《中国惯性技术学报》、《Science China Information Sciences》编委，《红外与激光工程》、《Aerospace China》副主编，《导航与控制》主编。